# Apogon hartzfeldii
Apogon hartzfeldii es una especie de pez de la familia de los apogónidos en el orden de los perciformes.

## Morfología
Los machos pueden llegar a alcanzar los 10 cm de longitud total.

## Distribución geográfica
Se encuentran desde las Filipinas y Palaos hasta Borneo, noroeste de Australia y el Mar de Arafura.